# Топ листа надреалиста
Топ листа надреалиста је била радио-комедија емитована на Радио Сарајеву, а касније и на ТВ Сарајево током 1980-их и раних 1990-их.
Топ листа надреалиста је почела са емитовањем 1981. као део емисије Примус на Радио Сарајеву. Емисија је постала позната, добила своје време за емитовање, а 1984. је изродила и телевизијску серију.
Током неколико месеци крајем 1984. и почетком 1985. емисија је била укинута. Део поставе која је створила емисију, већина њих и глумци и писци, били су чланови рок групе Забрањено пушење. Током концерта у Ријеци, певач групе и један од чланова Надреалиста Неле Карајлић је направио игру речима пошто се покварило појачало марке Маршал, казавши: „Црк'o Маршал! Мислим на појачало“, уплевши у њу преминулог Јосипа Броза Тита, који је имао војнички чин истог имена. Група и емисија су вербално нападнути од стране неколико комунистичких организација и Надреалисти су морали да остану изван пажње јавности неко време. Емисија се наставила у пролеће 1985, без много противљења.
Емисија се највише састојала од политичке сатире, као и хумора повезаног са менталитетом народа на просторима бивше Југославије облику скечева и постала је позната у бившој Југославији. Крајем 1980-их и почетком 1990-их, многи скечеви су се бавили тадашњом политичком ситуацијом која је била увод у југословенске ратове. Неки скечеви су се показали пророчанским, пошто су описивали ствари као што је подела Сарајева у различите републике, једну породицу подељену у два клана и ратовање због контроле над собама у стану, „значајно“ присуство мировних снага УН и њихово додавање уља на ватру у овом сукобу.
Надреалисти су имали чисто пацифистичке ставове, често користећи апсурд да би описали претећи рат, на пример упозорењем да може „да избије мир и уништи босански хармонични рат“ или давањем узнемиравајућих упутстава како гледаоци треба да делују у случају „мира“.

## Топ листа надреалиста након почетка рата
Топ листа Надреалиста се наставила емитовати са измењеном поставом током рата, углавном као радијска емисија, почињући са реченицама као што су „добро вече, све троје који још увек имате генераторе“, али такође и уз неке телевизијске појаве. Као комедија приказивана у ратом раздвојеном граду, она је имала утицај на морал становника. Емисија се директније бавила окружујућом реалношћу рата, исмевајући све три стране и свакодневну ситуацију у којој су грађани Сарајева били током опсаде.
На пример, један скеч за време рата је приказивао Србе како хапсе очигледно невине чешке туристе који су се изгубили на путовању до мора као муслиманске екстремисте и терористе. Други скеч показује како муслимански „ хоџа“ лечи дете од четничког духа.
Године 2007. на телевизијама РТЛ (на подручју Хрватске) и ФТВ (на подручју Босне и Херцеговине), a 2008. на српској телевизији Б92, приказивао се спин-оф серијал под називом „Надреалити шоу“, који су радили Зенит Ђозић, Дарко Остојић и Елвис Ј. Куртовић.
Године 2012. на Првој, почело је са приказивањем наставак Надреалиста, под режисерком палицом др Нелета Карајлића. Глумачку поставу поред Нелета чине Никола Којо, Зоран Цвијановић, Весна Тривалић, Горан Султановић, Милош Самолов и многи други глумци.

## Постава
- Зенит Ђозић
- Бранко Ђурић Ђуро
- Неле Карајлић
- Дарко Остојић
- Давор Сучић
- Борис Шибер
- Елвис Ј. Куртовић
- Дражен Ричл
- Давор Дујмовић
- Фарис Араповић
- Драле Карајлић
- Јадранко Дадо Џихан
- Златко Арсланагић Злаја